# Campionato francese di rugby a 15 1980-1981
Il Campionato francese di rugby a 15 1980-1981  fu disputato con una nuova formula: L'elite è formata da 40 squadre, divise in 4 gruppi di 10. Le prime 8 di ogni gruppo si qualificano per la fase finale ad eliminazione diretta.
Il titolo va ancora una volta all'AS Béziers che supera questa volta lo Stade bagnérais in finale.

## Fase di qualificazione
(Le squadre sono indicate secondo la classifica finale del gruppo di qualificazione. In grassetto le qualificate al turno successivo)
| - Aviron bayonnais - Section paloise - Valence - AS Béziers - FC Oloron - RC Nimes - US Thuir - Stade aurillacois - SC Mazamet - Saint-Jean-de-Luz OR                         | - US Romans - SU Agen - Stade toulousain - US Dax - US Carcassonne - RC Narbonne - SC Albi - RRC Nice - CA Périgueux - FC Auch                 |
| - RC Toulon - USA Perpignan - AS Montferrand - SC Tulle - SC Angoulême - Biarritz olympique - Stadoceste tarbais - Castres olympique - ES Avignon Saint-Saturnin - Montchanin | - FC Grenoble - FC Lourdes - SC Graulhet - Boucau stade - CA Brive - CA Bègles - Stade bagnérais - US bressane - Stade rochelais - SO Chambéry |

## Sedicesimi di finale
(In grassetto le qualificate agli ottavi di finale)
| Squadra 1        | Squadra 2          | Risultati |
| ---------------- | ------------------ | --------- |
| USA Perpignan    | RC Nimes           | 25-6      |
| Valence          | Thuir              | 13-10     |
| AS Béziers       | US Carcassonne     | 29-6      |
| FC Grenoble      | Stade aurillacois  | 6-12      |
| Aviron bayonnais | Castres olympique  | 14-12     |
| SC Graulhet      | Stadoceste tarbais | 9-21      |
| FC Lourdes       | Biarritz olympique | 23-9      |
| Section paloise  | SC Tulle           | 22-3      |
| RC Toulon        | RRC Nice           | 6-15      |
| AS Montferrand   | CA Bègles          | 9-4       |
| Boucau stade     | CA Brive           | 12-15     |
| Stade toulousain | RC Narbonne        | 12-6      |
| SU Agen          | SC Albi            | 21-10     |
| SC Angoulême     | Stade bagnérais    | 12-24     |
| US Dax           | FC Oloron          | 42-21     |
| US Romans        | US bressane        | 21-9      |

## Ottavi di finale
(In grassetto le qualificate ai quarti di finale)
| Squadra 1        | Squadra 2          | Risultati |
| ---------------- | ------------------ | --------- |
| USA Perpignan    | Valence            | 28-7      |
| AS Béziers       | Stade aurillacois  | 22-10     |
| Aviron bayonnais | Stadoceste tarbais | 12-18     |
| FC Lourdes       | Section paloise    | 25-9      |
| RRC Nice         | AS Montferrand     | 9-15      |
| CA Brive         | Stade toulousain   | 24-23     |
| SU Agen          | Stade bagnérais    | 6-23      |
| US Dax           | US Romans          | 19-9      |

## Quarti di finale
(In grassetto le qualificate alle semifinali)
| Squadra 1          | Squadra 2  | Risultati |
| ------------------ | ---------- | --------- |
| USA Perpignan      | AS Béziers | 12-13     |
| Stadoceste tarbais | FC Lourdes | 7-9       |
| AS Montferrand     | CA Brive   | 6-3       |
| Stade bagnérais    | US Dax     | 16-9      |

## Semifinali
(In grassetto le qualificate alla finale)
| Squadra 1      | Squadra 2       | Risultati |
| -------------- | --------------- | --------- |
| AS Béziers     | FC Lourdes      | 35-9      |
| AS Montferrand | Stade bagnérais | 3-6       |

## Finale
| Arbitro: | Jean-Pierre Bonnet |

| |            | |
| mete: Andrieu, Fabre trasf.: Fort c.p.: Fort 2 Drop: Pesteil 2 | Marcatori  | mete: Gourdon trasf.: Aguirre c.p.: Aguirre |
| Titolari : Armand Vaquerin, Alain Paco, Jean-Louis Martin, Alain Estève, Michel Palmié, Jean-Marc Cordier, Pierre Lacans, Henri Mioch, Philippe Morrisson, Jean-Pierre Pesteil, Marc Andrieu, Claude Martinez, Jean-Luc Rivallo, Michel Fabre, Patrick Fort Sostituti : Philippe Escande, Yvan Buonomo, Bernard Teissier, Christian Prax, Michel Calas | Formazioni | Titolari : Michel Laguerre-Basse, Antranik Torossian, Michel Urtizverea, André Cazenave, René Vergez, Claude Frutos, Albert Cigagna, Omar Derghali, Adrien Mournet, Philippe Fourneau, Michel Dancla, Pierre Rispal, Roland Bertranne, Jean-François Gourdon, Jean-Michel Aguirre Sostituti : Gérard Chevallier, Yves Duhard, Arnaud Duplan, Roger Bayen, Michel Mardegan, Jean-Louis Carrère |